# Bonusne dionice
Bonusne dionice su dionice koje tvrtka besplatno raspodjeljuje trenutnim dioničarima. Tvrtka se za to može odlučiti kako bi kapitalizirala dio zadržane dobiti, radi pretvaranja računa premije za dionice ili radi raspodjele vlastitih glavnih dionica.